# Kraljević Marko
Marko Mrnjavčević, poznatiji kao Kraljević Marko (oko 1355. – 17. svibnja 1395., Rovine, Vlaška), bio je srpski kralj, koji je vladao u razdoblju 1371. – 1395. u kraju oko Prilepa Kraljević Marko je vremenom izrastao u mitološku figuru, i tako postao nacionalni junak u narodnim predajama i pripovijetkama Bugara, Srba, Makedonaca, Hrvata, Slovenaca, Crnogoraca, Rumunja (i uopće naroda Balkanskog poluotoka). U narodnoj predaji on je zaštitnik i spasitelj kršćanstva za vrijeme duge osmanske okupacije Balkana.

## Povijesna osoba
Marko je bio sin kralja Vukašina Mrnjavčevića, suvladara srpskog cara Uroša V koji nije imao djece, pa je samim tim Marko bio legitimni pretendent na srpsko carsko prijestolje. Nakon smrti svog oca je vladao područjem koje je obuhvaćalo dijelove današnje Sjeverne Makedonije (zapadni dio), s dijelovima sjeverne Grčke (krajevima oko Kastorije i Florine) te dijelom istočne Albanije (krajem oko grada Korçë). Stolovao je u Prilepu, a iako je njegov otac bio srpski kralj Vukašin Mrnjavčević, iz srednjovjekovne vlastelinske obitelji Mrnjavčevića, a majka mu je bila srpska vlastelinka Alena Mrnjavčević, Marko se nije uspio nametnuti kao vladar cijele Srbije nakon smrti cara Uroša.
Stvarni Kraljević Marko imao je ženu Jelenu (kćer obližnjeg srpskog velikaša Hlapena, vladara Verije i Vodena u sjevernoj Grčkoj), koliko se zna nisu imali potomaka. Njegov otac Vukašin poginuo je 1371. godine za vrijeme Bitke na Marici borivši se protiv Turaka. Marko za razliku od oca nije sudjelovao u toj presudnoj bitci, nego je prihvatio otomansku vlast i postao njihov vazal.
Turci su i nadalje tolerirali njegovu vlast nad njegovim dotadašnjim lenskim zemljama, a on je pak zauzvrat morao ratovati na njihovoj strani protiv svojih dojučerašnjih saveznika i rođaka. U jednoj takvoj bitci je i poginuo zajedno s Konstantinom Dragašem (koji je bio u sličnom vazalnom odnosu). Godine 1395. morao je otići boriti se u Vlašku kod mjesta Rovine protiv kršćanske vlaške vojske.
Zanimljivo je da je Kraljević Marko nekako uspio izbjeći svoju vazalnu obavezu i nije sudjelovao u povijesnoj Kosovskoj bitci (1389.). Područje pod njegovom upravom nije pogodila gorka sudbina velikog poraza, stanovništvo se čak povećavalo, što je vjerojatno bila posljedica relativno slobodne vlasti. Tek 70 godina nakon smrti Kraljevića Marka, njegove zemlje podjeljene su, ali ovaj put kao turski timar, no čak i tada uspjeli su neki daleki Markovi kršćanski rođaci postati vlasnici tih posjeda (timara).

## Srpska epska poezija
U srpskoj narodnoj poeziji, Kraljević Marko je super junak Heraklove razine, i on posjeduje nadljusku snagu, u stanju je stiskom šake istisnuti vodu iz suharka starog devet godina. Njegovovo omiljeno oružje je topuz od 66 oka (85 kg) i ima konja Šarca kojeg si je odabrao jer je bio jedini kojega nije mogao zbaciti.
U pjesmama se ističe njegovo viteško junaštvo, iako je i on poput Herakla sklon naglim izljevima bijesa, on uvijek ostaje zaštitnik siromašnih i nemoćnih, čuvar zakona i reda, čak i onda kad to ide na njegovu štetu. Kraljević Marko je i milosrdan, u jednoj pjesmi on žali što je ubio boljega junaka od sebe albanskog razbojnika Musu Kesedžiju. U drugoj pak pjesmi Marko se odlučuje pomoći tadašnjem zakonitom srpskom vladaru Stefanu Urošu, iako je mogao biti bar malo nepošten, a tada bi od toga imao koristi njegov otac (pa i on). U narodnom pjesništvu on se odlučio umrijeti kad se pojavilo vatreno oružje (dotada je živio već par stotina godina) jer je otad svaka kukavica mogla ubiti junaka i izdaleka.
Ali on i u svojoj smrti zapravo samo spava, čeka u spilji dok ne bude opet potreban (ovo je tipična tema takozvanih planinskih mitova i legendi).
Njegov krilati konj Šarac, također ima nadnaravne sposobnosti, ravne onima svog gospodara, s njim Marko dijeli sve pa i vino. Kraljević Marko, poput grčkih mitoloških junaka ima svoju nadnaravnu zaštitnicu, – vilu Raviojlu
Njegova majka Jevrosima bila je sestra bugarskog vlastelina Vojvode Momčila, a brat mu se zvao Andreja (Andrijaš), oboje su stvarne povijesne ličnosti.
U srpskoj narodnoj lirici majka Jevrosima postala je oličenje pravičnosti, morala, i kršćanskih vrijednosti. Markov otac Vukašin Mrnjavčević poželio je Momčilovu ženu Vidosavu, a ona sama pomogla mu je u ubojstvu svoga muža, strica Kraljevića Marka. Markova pak majka Jevrosima, pokušala je spriječiti to ubojstvo svoga brata, ali nije uspjela.
Ova urota se po srednjovjekovnim moralnim kriterijima morao skupo platiti, zato je Vidosavina ljepota nestala u trenu. Još gora stvar desila se kad je Vukašin podizao beživotno Momčilovo tijelo, uvidio je koliko je snažan čovjek Momčilo bio, snažan i ljepše građen od njega, na to je rekao: Kad je ona (Vidosava) izdala takva junaka, bog zna što bi meni uradila!, zbog toga je promijenio odluku o budućoj izabranici – za ženu je uzeo Jevrosimu, a Vidosavu je kao izdajicu dao pogubiti u mukama, tako da je rasčetvore konji.
U poznijim pričama govori se da je Marko više nalikovao svom ujaku nego rođenom ocu.

## Bugarska i makedonska epska poezija
Krali Marko, kako ga zovu u Bugarskoj, je jedan od najpopularnijih likova bugarskog folklora kroz stoljeća. Po bugarskim legendama, Markova majka bila je Evrosija sestra bugarskog velikaša Vojvode Momčila, koji je vladao planinskim krajevima Rodopa.
Kad se rodio Krale Marko, tri vile proročice prorokovale su da će Marko postati junak koji će zbaciti svoga oca s kraljevskog trona. Na to je njegov otac kralj Vukašin uzeo dijete i bacio ga s koljevkom u rijeku. To je vidjela šumska vila samodiva (zvana i samovila ili samo vila), ona je pronašla Marka i pobrinula se za njega, postavši njegova pomajka. Zato što je sisao samovilino mlijeko Marko je dobio nadljudsku snagu. U bugarskoj narodnoj lirici opisan je kao borac za slobodu, protivnik Turaka i njihove vlasti. Marko ima krilatog konja Šarkoliju (Šarko je naziv za pjegava konja) i sestričnu – samodivu Đuru.
U bugarskim legendama o Krale Marku utkani su dijelovi brojnih starijih poganskih vjerovanja i mitova, većina tih priča i predaja nastala je od XIV. st do XVIII st.
Od svih bugarskih epskih pjesama o Kraljeviću Marku, vjerojatno je najljepša ona o tome kako je Marko izgubio snagu, nju je zabilježio makedonsko-bugarski učitelj i sakupljač narodnog blaga Trajko Kitančev u Resenskom kraju.
Po makedonsko-bugarskom filologu i slavistu Krsti Misirkovu, pjesme o Kraljeviću Marku iz Makedonije, a posebice one iz Srbije zvane bugarštice, nastale su pod utjecajem bugarske glazbe na srpski folklor.

## Hrvatska epska poezija
Lik Kraljevića Marka se vrlo rano proširio i do hrvatskih zemalja i ušao u narodno pjesništvo. Najstariji zapis cjelovite pjesme o Kraljeviću Marku potječe od hrvatskoga pjesnika Petra Hektorovića (1487. – 1572.), koji je u Ribanju i ribarskom prigovaranju (1556.) zapisao glasovitu bugaršticu o Kraljeviću Marku i bratu mu Andrijašu.
Hrvatski jezikoslovac Mate Šimundić teoretizirao je u dvama djelima (Mrnjavci i Mrnjavčevići, Đakovački vezovi, Đakovo, 5. srpnja 1991., str. 96–98.) da je Kraljević Marko bio Hrvat zbog svoga prezimena, čije porijeklo Šimundić povezuje s Mrnjavačkim Brdom u Lovreću.

## Epska poezija ostalih balkanskih naroda
Albansko i Grčko narodno pjesništvo ne pozna Kraljevića Marka, ali zna za junaka Acritesa (grčki: Ακρίτης ) koji radi iste stvari kao kraljević Marko.

## Suvremena književnost
- Godine 1848. srpski književnik Jovan Sterija Popović napisao je tragediju San Marka Kraljevića u kojoj je legendu o Usnulom Marku  iskoristio kao središnju temu svoje drame.
- Hrvatski kniževnik Petar Preradović napisao je dramu Kraljević Marko u kojoj je kroz lik Kraljevića Marka veličao snagu južnoslavenskih plemena.
- Srpski književnik Radoje Domanović napisao je satiričnu pripovijetku Kraljević Marko po drugi put među Srbima u njoj Bog ispuni Markove želje i nakon mnogo stoljeća ga vrati ponovno u život da pomogne Srbima. Ali Srbi Domanovićeva doba ispadnu nevrijedni slijednici svojih prethodnika i junaka.
- Nobelovac Ivo Andrić uzeo je lik Kraljevića Marka da nas uvede u priču o velebnom mostu u svom nagrađenenom romanu Na Drini Ćuprija.[6]
- Kraljević Marko je naslovni lik jedne kratke priče francuske književnice Marguerite Yourcenar Markov osmijeh objavljenoj u zbirci Orijentalne priče. Njezin Marko je s jedne strane izuzetno hrabar i izdržljiv čovjek, s druge je istodobno potpuno sebičan i okrutan čovjek koji nema nikakvih ideala.
- Godine 2006. srpski književnik Boris Starešina napisao je knjigu Marko Kraljević – Natprirodni ciklus parodiju na srpsko narodno epsko pjesništvo. U Starešinovoj pjesmi njegov Kraljević Marko bori se protiv izmišljenih izvanzemaljaca, samuraja i kanibala, supermenova pradjeda i ostalih izmišljenih neprijatelja.

## Popularna kultura
- Od 1966. godine Prilepska pivovara proizvodi marku svijetlog piva Krali Marko.
- Srpski strip crtač Branislav Kerac izdao je knjigu Junaci narodnih pesama u izdanju ITP Zmaj iz Novog Sada 2002. s likom Marka Kraljevića

## Vanjske poveznice
- On line knjiga o Kraljeviću Marku – Kraljević Marko heroj Srba, autori: Clarence A. Manning, O. Muiriel Fuller, ilustracije: Alexander Key (engl.)
- Herojske balade iz Srbije (engl.)
- Kraljević Marko u online stripovima  Arhivirana inačica izvorne stranice od 9. siječnja 2009. (Wayback Machine)
- Kraljević Marko u bugarskim narodnim pjesmama (bug.)
- Kraljević Marko u makedonskimm narodnim pjesmama  Arhivirana inačica izvorne stranice od 23. prosinca 2007. (Wayback Machine)